# Andrea Nuti
Pour les articles homonymes, voir Nuti.
Andrea Nuti (né le 4 août 1967 à Milan) est un ancien athlète italien spécialiste du 400 mètres.

## Biographie
Il remporte la médaille de bronze du relais 4 × 400 m lors des Championnats du monde en salle 1991, à Séville, en compagnie de Marco Vaccari, Alessandro Aimar et Vito Petrella. L'équipe d'Italie, qui établit le temps de 3 min 05 s 51, est devancée par l'Allemagne et les États-Unis. 
Il est vice-champion du monde en salle, quatre ans plus tard à Barcelone, du relais 4 x 400 m avec ses partenaires Fabio Grossi, Roberto Mazzoleni et Ashraf Saber, derrière les États-Unis, dans le temps de 3 min 09 s 12. 
Il est en outre finaliste de ce relais aux Jeux olympiques de 1992, en finissant à la sixième place. 

## Palmarès

### Championnats du monde d'athlétisme en salle
- Championnats du monde d'athlétisme en salle 1991 à Séville,  Espagne
  -  Médaille de bronze du relais 4 × 400 m
- Championnats du monde d'athlétisme en salle 1995 à Barcelone,  Espagne
  -  Médaille d'argent du relais 4 × 400 m

### Championnats d'Europe d'athlétisme en salle
- Championnats d'Europe d'athlétisme en salle 1992 à Gênes,  Italie
  -  Médaille d'argent sur 400 m en 46 s 37.